# Piso industrial
Un piso industrial es una superficie diseñada para soportar usos rudos y ataques físicos o químicos que un piso de condiciones normales no resistiría.
Son morteros secos que se mezclan con aditivos líquidos que forman un recubrimiento cuya finalidad es proteger la superficie, ya sea de concreto o metálica, sus componentes básicos son resinas de poliuretano, agua y cemento.

## Usos
Principalmente para recubrir:
- Plantas industriales
- Industrias de alimentos y bebidas
- Industrias de automotriz
- Bodegas
- Panaderías
- Embotelladoras y cervecerías
- Estacionamientos
- Plantas procesadoras de pulpa y papel
- Cocinas, restaurantes
- Industria textil
- Áreas de procesos húmedos o secos, con altas temperaturas o en estado de congelación

## Materiales
Dependiendo de los materiales con lo que es fabricado determina su resistencia química. 
- Resina epoxi Bisfenol A
- Resina epoxi Bisfenol B
- Resina epoxi Bisfenol F
- Novolac
- Poliéster
- vinilester
- Uretano

## Aplicación del revestimiento
Los componentes deben mezclarse en una mezcladora siguiendo las instrucciones del fabricante, por lo regular cada componente se vierte por separado en la mezcladora de manera lenta y en un orden específico, el tiempo de mezcla y de secado puede variar dependiendo de la calidad del producto usado. Es muy importante que no se agreguen otros componentes ajenos con la finalidad de aumentar la resistencia ya que solo se conseguirá disminuirla considerablemente o en el peor de los casos echar a perder el recubrimiento.
La aplicación se realiza primeramente directo de la mezcladora, después se le da un acabado con rodillo y una llana; el uso de la llana debe ser moderado ya que si se excede, el piso puede perder sus propiedades antiderrapantes.